# Flughafen Palermo-Punta Raisi

i7
i11
i13
Der Flughafen Palermo-Punta Raisi „Falcone e Borsellino“ (ital. Aeroporto Internazionale di Palermo Punta Raisi “Falcone e Borsellino”, IATA-Code: PMO, ICAO-Code: LICJ) ist der internationale Flughafen der italienischen Großstadt Palermo.

## Lage und Verkehrsanbindung
Der Flughafen Palermo-Punta Raisi liegt an der Nordküste Siziliens, 35 km westlich von Palermo, bei dem Kap Punta Raisi auf dem Gemeindegebiet von Cinisi.
- Auto: Der Flughafen ist über die Autobahn A29 leicht zu erreichen.
- Bus: Prestia e Comandé fährt zum Hauptbahnhof in Palermo (Transfer 50 min)
- Bahn: Unter dem Terminal befindet sich ein zweigleisiger, elektrifizierter Kopfbahnhof. Zwischen dem Flughafen und dem Hauptbahnhof Palermo verkehren halbstündlich Züge des Servizio ferroviario metropolitano di Palermo (Linie A; die in der Karte angezeigte Unterbrechung war gültig bis Oktober 2018).

Bahnanbindung des Flughafens
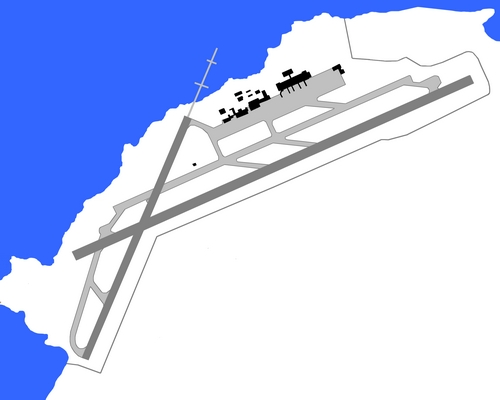
Skizze des Flughafens
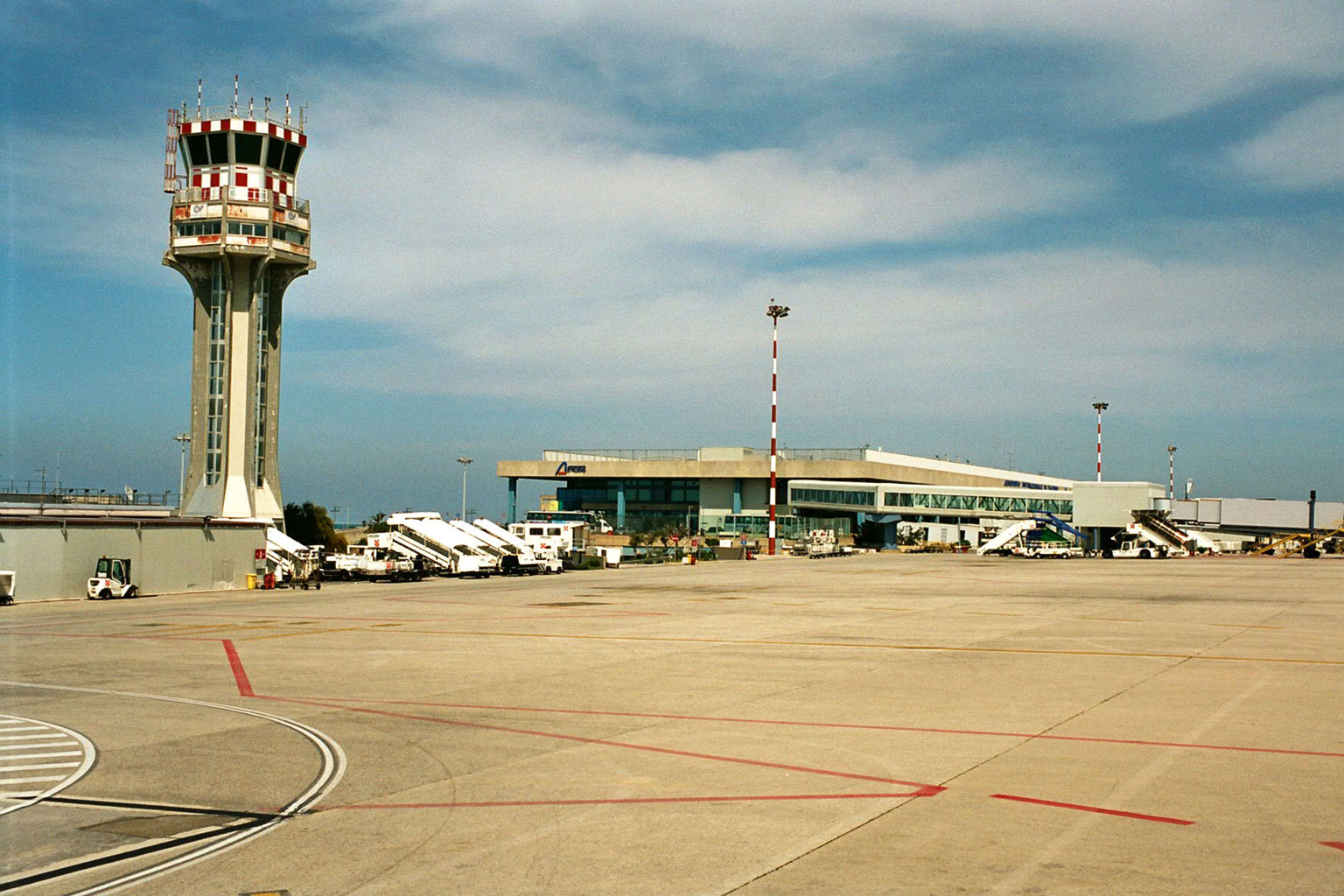
Tower und Terminal

## Geschichte
Der internationale Flughafen bei Punta Raisi wurde 1960 eröffnet, weil der alte, im Stadtgebiet gelegene Flughafen Palermo-Boccadifalco dem Verkehrsaufkommen nicht mehr gewachsen war. Die Berücksichtigung von Interessen der Mafia führte dazu, dass der Flughafen an einer ausgesprochen ungünstigen Stelle gebaut wurde, weswegen anfliegende Maschinen in der Regel relativ nahe an umliegenden Bergen vorbeifliegen müssen. Die regelmäßigen starken Scirocco-Winde zwangen recht bald zum Bau einer Querwindbahn. 1995 wurde ein neues Terminal mit einigen Fluggastbrücken eingeweiht und 2001 um eine Bahnverbindung mit der Innenstadt ergänzt.

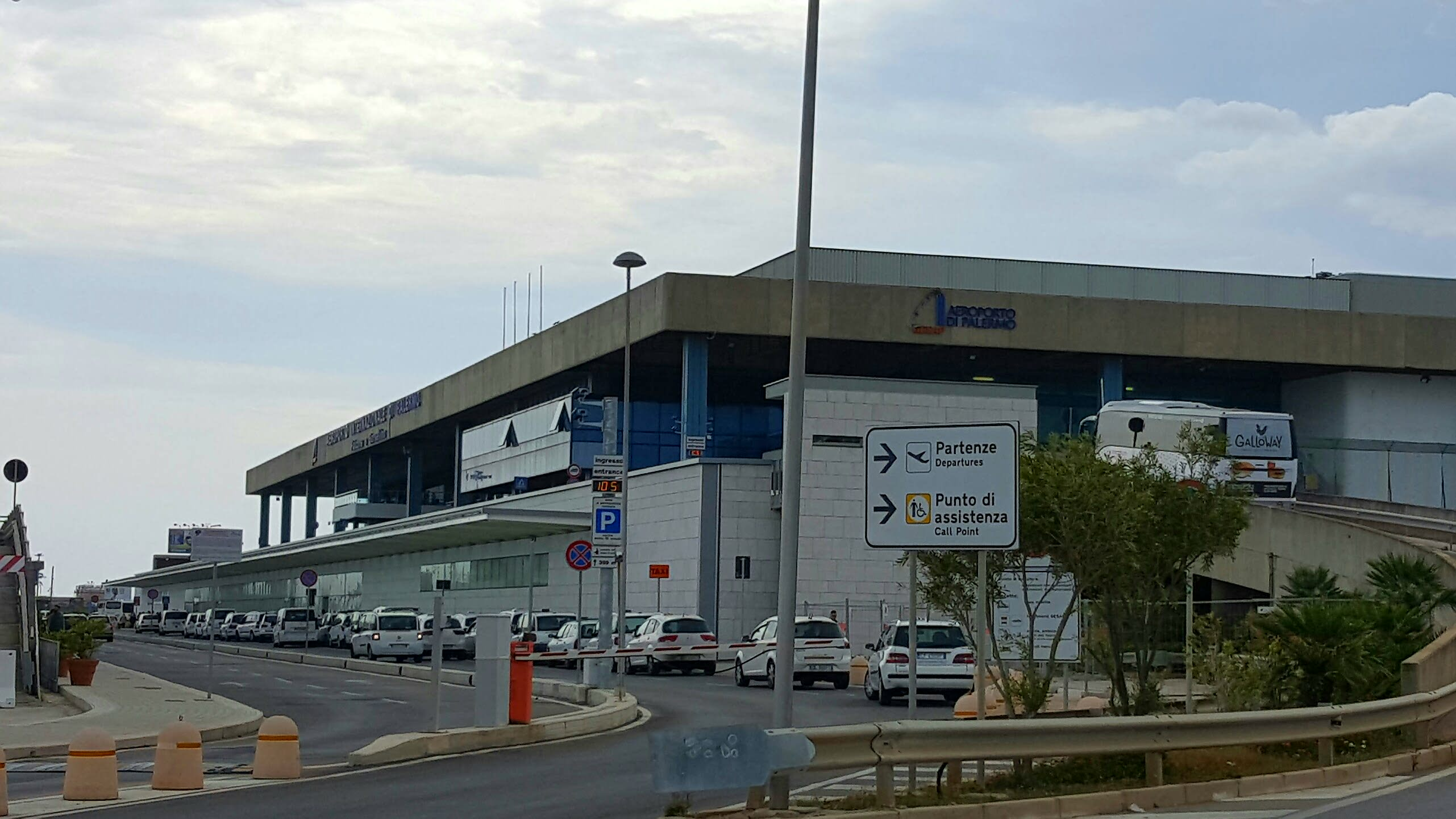
Terminal landside
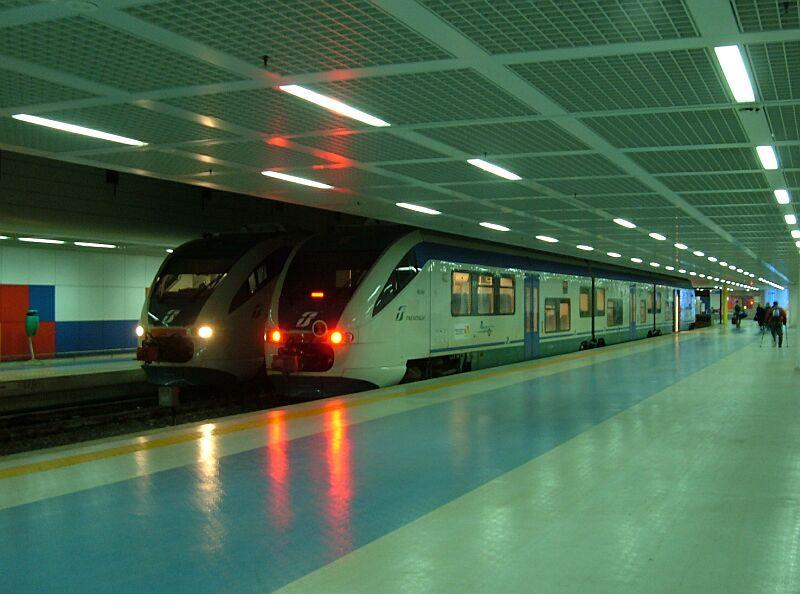
Bahnhof am Flughafen
Gedenkplakette an Falcone/Borsellino

## Name
Benannt ist der Flughafen nach der Landzunge Punta Raisi, auf der er liegt, und nach den Richtern Giovanni Falcone und Paolo Borsellino, die 1992 von der Mafia ermordet wurden. An sie erinnerte bis 2011 eine Bronzeplakette von Tommaso Geraci am Eingang des Flughafens mit der Inschrift: „Giovanni Falcone – Paolo Borsellino – Die Anderen – Der Stolz des neuen Sizilien“. Bei Umbaumaßnahmen wurde sie entfernt und in das Commissariato in Cefalù verbracht.

## Verkehrszahlen
| Jahr | Fluggastaufkommen | Luftfracht (Tonnen) (mit Luftpost) | Flugbewegungen |
| ---- | ----------------- | ---------------------------------- | -------------- |
| 2019 | 7.018.087         | 1.166                              | 54.243         |
| 2018 | 6.628.558         | 374                                | 51.418         |
| 2017 | 5.775.274         | 324                                | 46.627         |
| 2016 | 5.325.539         | 407                                | 44.122         |
| 2015 | 4.910.791         | 1.186                              | 42.407         |
| 2014 | 4.569.550         | 1.507                              | 41.321         |
| 2013 | 4.349.672         | 1.533                              | 40.244         |
| 2012 | 4.608.533         | 2.367                              | 42.925         |
| 2011 | 4.992.798         | 1.977                              | 48.865         |
| 2010 | 4.367.342         | 2.852                              | 47.076         |
| 2009 | 4.376.143         | 3.308                              | 49.878         |
| 2008 | 4.446.142         | 4.320                              | 49.185         |
| 2007 | 4.511.165         | 4.384                              | 51.217         |
| 2006 | 4.280.614         | 5.186                              | 47.335         |
| 2005 | 3.831.876         | 5.219                              | 44.065         |
| 2004 | 3.783.651         | 4.984                              | 42.766         |
| 2003 | 3.649.494         | 5.372                              | 42.866         |
| 2002 | 3.539.435         | 6.549                              | 44.330         |
| 2001 | 3.213.389         | 6.012                              | 41.777         |
| 2000 | 3.231.267         | 6.219                              | 43.508         |

## Zwischenfälle

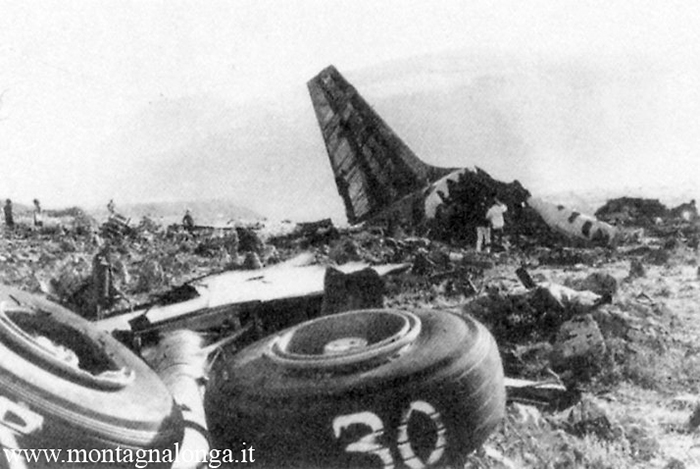
Wrack der Alitalia DC-8, 1972

- Am 5. Mai 1972 verunglückte eine Douglas DC-8-43 der Alitalia (Luftfahrzeugkennzeichen I-DIWB; Taufname „Antonio Pigafetta“) während ihres nächtlichen Landeanflugs auf Palermo, als die Piloten nicht die üblichen Anflugverfahren ausgeführt hatten und die Maschine in einen Berg flogen (CFIT, Controlled flight into terrain). Alle 115 Menschen an Bord starben (siehe auch Alitalia-Flug 112).[3]

- Am 23. Dezember 1978 wurde eine Douglas DC-9-32 der Alitalia (I-DIKQ; Taufname „Isola di Stromboli“) aus Rom kommend ebenfalls während des Landeanflugs auf Palermo ins Meer geflogen, nachdem die Piloten zu tief anflogen waren. Bei diesem CFIT (Controlled flight into terrain) wurden 108 Insassen getötet, 21 konnten mit zu Hilfe eilenden Fischerbooten gerettet werden (siehe auch Alitalia-Flug 4128).[4]

- Am 24. September 2010 verunglückte ein aus Rom-Fiumicino kommender Airbus A319-132 der italienischen Billigfluggesellschaft Wind Jet (EI-EDM) bei der Landung auf dem Flughafen Palermo-Punta Raisi. Während des Anflugs gegen 20 Uhr herrschte starker Regenfall und wurden auch Windscherungen gemeldet. Die Maschine setzte 367 Meter vor der Landebahn 07 auf und rutschte noch 850 Meter weiter. Das Hauptfahrwerk des Airbus knickte dabei ab. Von den insgesamt 129 Menschen an Bord erlitten bei der anschließenden Evakuierung des Flugzeuges 34 Passagiere und 1 Flugbegleiter leichte Verletzungen.[5] Am 28. November 2014 veröffentlichte die italienische Luftunfallbehörde ANSV schließlich ihren abschließenden Untersuchungsbericht[6] und benannte Pilotenfehler als Hauptunfallursache: Der Bericht stellt zahlreiche Verstöße gegen Handlungsrichtlinien fest; so verzichtete der Flugkapitän auf die vorgeschriebene Landevorbesprechung, beschimpfte mehrfach den unerfahrenen Copiloten, der das Flugzeug anfangs steuerte, und unterstützte ihn während des Landeanflugs nur unzureichend, bis er selbst die Steuerung übernahm. Zudem kritisiert der Bericht, dass das Flughafenpersonal nur verzögert Alarm auslöste und die ersten Rettungsfahrzeuge erst 22 Minuten nach dem Unfall am Flugzeug eintrafen. Zu diesem Zeitpunkt hatten sich die Passagiere bereits zu Fuß in das nahe Flughafengebäude gerettet.[7][8]

## Bilder

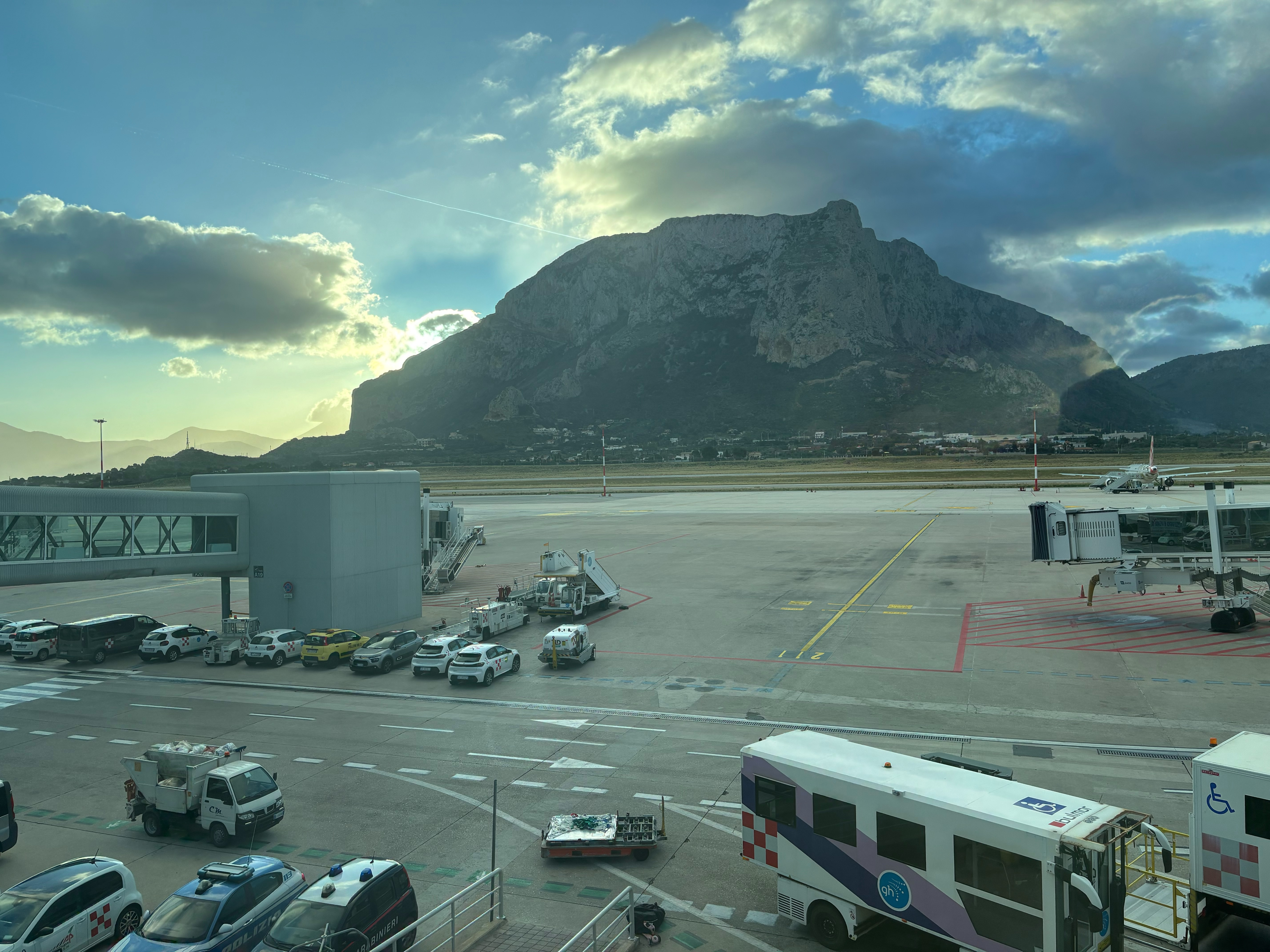
Terminal airside
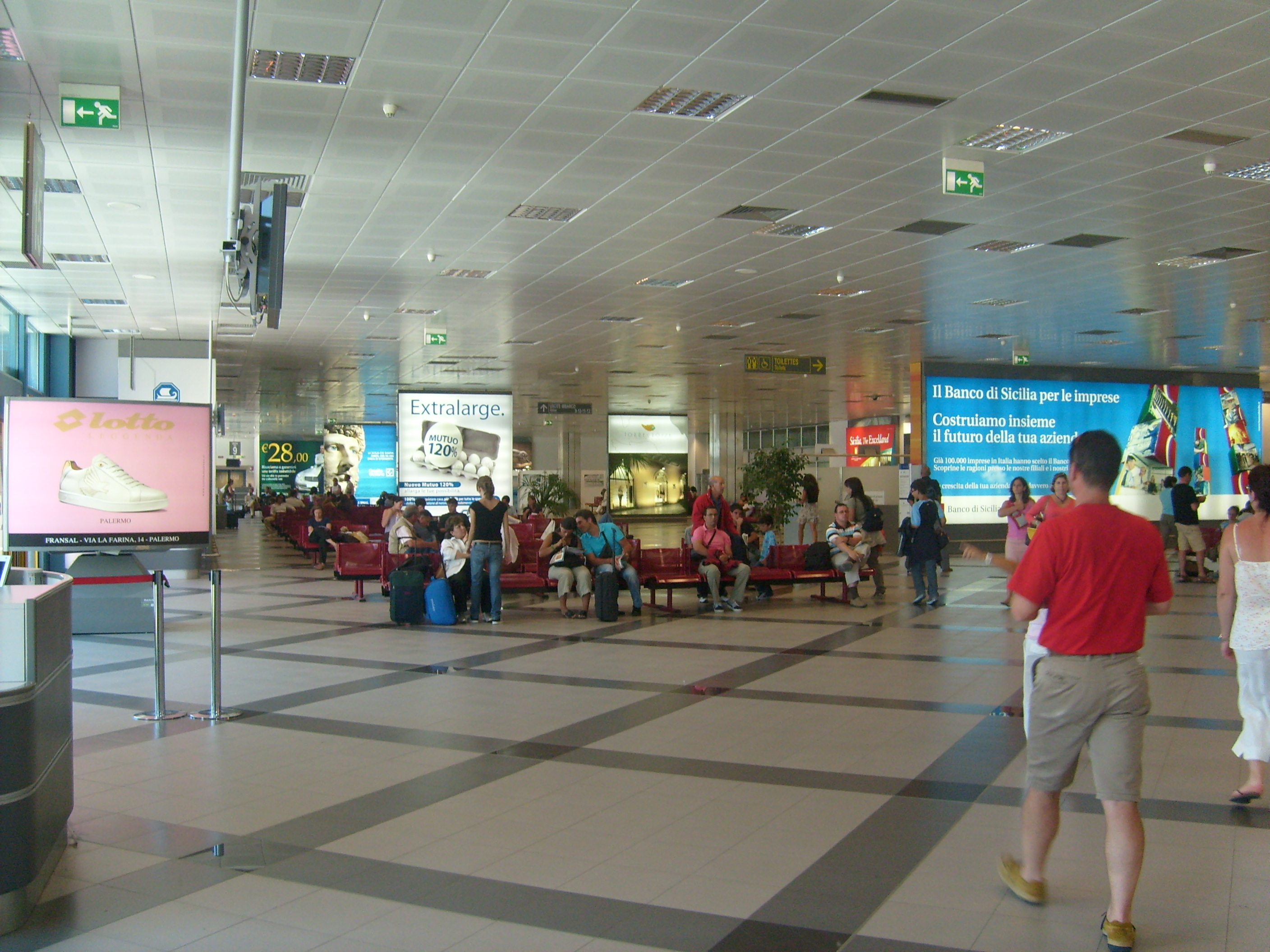
Im Terminal
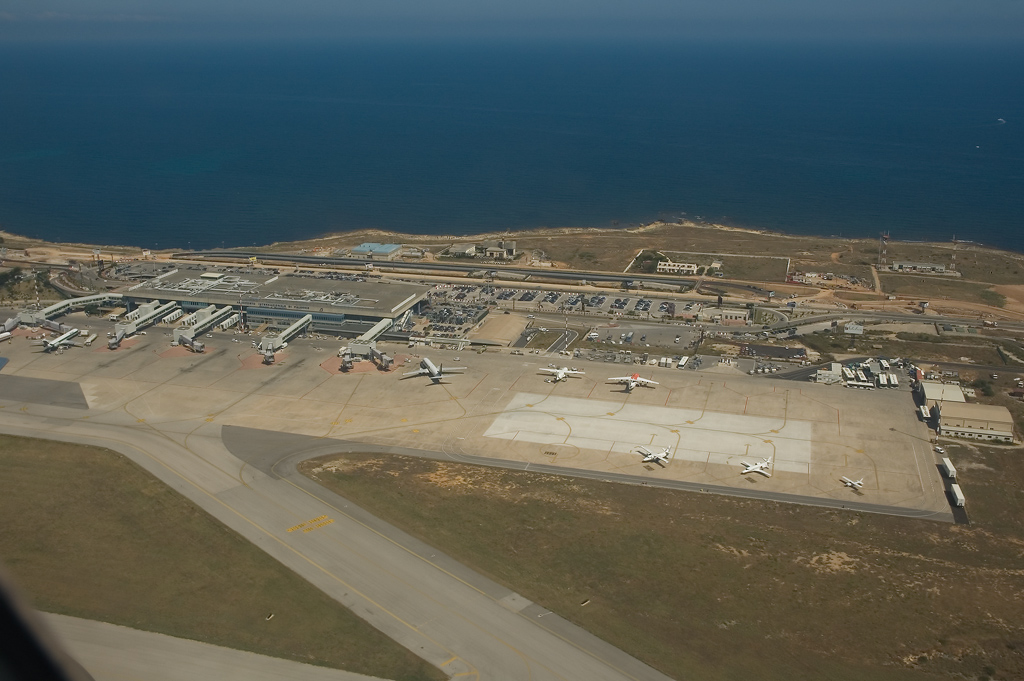
Vorfeld und Terminal